# Chlorurus bowersi
Chlorurus bowersi là một loài cá biển thuộc chi Chlorurus trong họ Cá mó. Loài này được mô tả lần đầu tiên vào năm 1909.

## Từ nguyên
Từ định danh của loài được đặt theo tên của George M. Bowers, người đứng đầu Ủy ban Cá Hoa Kỳ.

## Phạm vi phân bố và môi trường sống
C. bowersi có phạm vi phân bố ở Tây Thái Bình Dương. Loài này được ghi nhận tại những vị trí sau: quần đảo Ryukyu (Nhật Bản); đảo Đài Loan và Hồng Kông; quần đảo Trường Sa (Việt Nam); Philippines; Palau; Chuuk (Liên bang Micronesia); rải rác ở một số các đảo thuộc Indonesia, bao gồm quần đảo Riau, Java, đảo Komodo, Halmahera và Tây Papua (bao gồm quần đảo Raja Ampat).
Loài này sống gần các rạn san hô ven bờ và trong các đầm phá ở độ sâu đến ít nhất là 25 m.

## Loài bị đe dọa
C. bowersi có phạm vi tương đối nhỏ hẹp ở khu vực Thái Bình Dương. Tuy nhiên, loài này đang bị đánh bắt quá mức trong toàn bộ vùng phạm vi của chúng, dự kiến tỉ lệ suy giảm của loài này có thể sẽ gia tăng. Vì thế, C. bowersi được xếp vào danh sách Loài sắp bị đe dọa.

## Mô tả
C. bowersi có chiều dài cơ thể tối đa được biết đến là 40 cm. Thân thuôn dài, hình bầu dục; vây đuôi cụt ở cả hai giới. C. bowersi đực trưởng thành có màu xanh lục sẫm với các vạch màu hồng tím trên mỗi vảy. Trên mõm có một vùng màu tím. Sau mắt có một vùng màu cam phớt vàng, lan rộng thành hình tam giác. Vây lưng và vây hậu môn có các dải sọc ngang màu hồng tím (khi được quan sát dưới nước, nhưng có màu vàng cam khi vừa mới chết), 2 trên vây lưng và 1 trên vây hậu môn. Vây bụng vàng, có viền xanh. Vây ngực trong suốt, phớt vàng; rìa trên và gốc vây màu xanh. Quanh mõm và trên cằm có các vệt màu xanh lam.
C. bowersi là một loài chị em với Chlorurus bleekeri. Cá cái của hai loài có hình thái tương tự nhau.
Số gai vây lưng: 9; Số tia vây ở vây lưng: 10; Số gai vây hậu môn: 3; Số tia vây ở vây hậu môn: 9.

## Sinh thái học
Thức ăn của C. bowersi chủ yếu là tảo. C. bowersi thường sống đơn độc và ghép cặp vào mùa sinh sản.
C. bowersi được đánh bắt để làm thực phẩm và cũng được nuôi làm cá cảnh ở các thủy cung.